# Botanophila shirozui
Botanophila shirozui är en tvåvingeart som först beskrevs av Masayoshi Suwa 1981.  Botanophila shirozui ingår i släktet Botanophila och familjen blomsterflugor. Inga underarter finns listade i Catalogue of Life.